# 司法管轄權
司法管轄權，也称为国际民事诉讼管辖权、法院管辖权或裁判管辖权，是指法院或司法機構對訴訟進行聆訊和審判的權力，是国家主权的主要表现形式。在大部份地區，不同法院的司法管轄權是不同的，通常以區域和類別劃分。例如區域法院只能聆訊在該地區發生的訴訟，錢債法院只能聆訊和金錢糾紛有關的訴訟，軍事法庭只能聆訊和軍人有關的訴訟等。司法管轄權亦和法院級別有關，例如上級法院可聆訊不服下級法院判決的上訴案件，反之則不可以。

## 分类

### 属人管辖权
凡具有某国国籍或护照的公民，某国对其即有司法管辖权。

### 属地管辖权
凡在某国的国境之内，该国即有司法管辖权；在此情況，又可將該地稱為該國的司法管轄區。

### 被动人员保护管辖权
凡刑事案件中被害人为某国公民的，该国即有司法管辖权。实际操作上，在国外对本国公民实施犯罪，而又未能引渡的，则无法对其进行司法管辖。

### 国家保护管辖权
国家对威胁到其国家安全和行为有司法管辖权。

### 普遍管辖权
对威胁到国际共同利益的重大犯罪有司法管辖权。普遍管辖非常有争议， 历史上，国际习惯法只允许各国对于海盗具有普遍管辖权，但是现在，普遍管辖权扩大到了贩奴、反人类罪和战争罪。

## 地区事例

### 中國大陸
獵狐行動是由中華人民共和國公安部執行的追捕逃亡到境外人員的專項行動。2020年，美國對九名在美國參與「獵狐行動」的人提出起訴，另有五人被捕。

### 香港
在香港，根據《基本法》，法院（包括最高級原訟法院——香港高等法院原訟法庭）對中華人民共和國外交和國防等國家行為無司法管轄權。
2015年，銅鑼灣書店股東及員工相繼失蹤，其中書店經營者李波在香港失蹤，疑似被公安強行由香港境內帶到中國大陸。

### 台灣
在2011年至2016年期间，部分台湾人在第三方境内使用电话诈骗中国大陆居民，导致被当地警方或联合中国大陆警方抓捕，因为司法管辖权问题，或者当地警方遣返至中国大陆或台湾；或被中国大陆警方引渡或押回中国大陆受审；或被台湾警方押回台湾受审或释放。该争议由于2016年肯亞遣送台灣人至中國大陸地區事件而再次受到两岸媒体和行政机构的关注。

## 参見
- 治外法权
- 教會職權（英语：Ecclesiastical jurisdiction）（司法管轄權的概念在教會或宗教領域的運用）

## 外部連結
- Cornell.edu（页面存档备份，存于）
- Supreme Court Decision on the Guantánamo Bay jurisdiction
- Jurisdiction As Property – franchise jurisdiction